# Préfecture d'Ibaraki
La préfecture d'Ibaraki (茨城県, Ibaraki-ken) est une préfecture du Japon située au centre de l'île de Honshū.
Elle comprend 44 municipalités, dont sa capitale : la ville de Mito. Elle a été créée au début des années 1870 sur un territoire du nord-est de la plaine du Kantō, délimité par l'ancienne province de Hitachi.

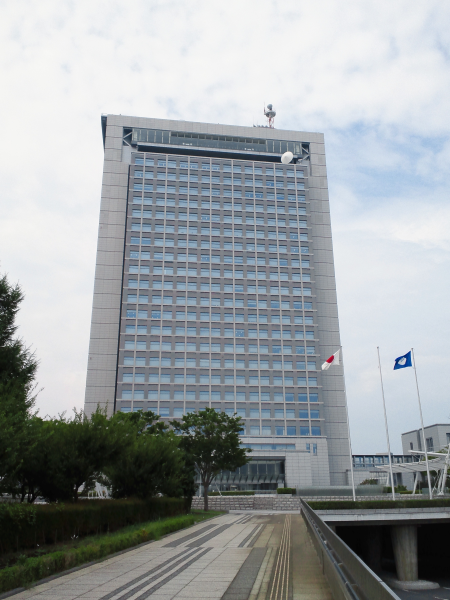
Salle préfectorale d'Ibaraki

## Géographie

### Situation
La préfecture d'Ibaraki est située sur l'île de Honshū, dans le Nord-Est de la région du Kantō, au Japon. Mille kilomètres la sépare de Hokkaidō, au nord, et Kyūshū, au sud. Ibaraki possède, dans sa partie est, une façade maritime sur l'océan Pacifique. Elle est bordée, au nord, par la préfecture de Fukushima, à l'ouest, par celle de Tochigi, au sud-ouest, Saitama et la préfecture de Chiba, au sud.

### Démographie
En 1920, lors du premier recensement national, la préfecture d'Ibaraki rassemble 1 350 000 habitants. Elle en compte 2 040 000, en 1950. Après deux décennies de stagnation, l'accroissement démographique de la population d'Ibaraki repart dans les années 1970, davantage du fait de l'afflux de nouveaux résidents, favorisé par l'urbanisation et l'essor économique de la préfecture, que d'un développement naturel. La préfecture enregistre 2 730 000 habitants, en 1985, puis 2 980 000, vingt ans plus tard. Depuis le début des années 2000, Ibaraki est en déclin démographique. À l'issue du recensement national de 2015, la population d'Ibaraki s'élève à un total de 2 916 976 habitants.
En 2018, 67 986 résidents étrangers (2,4 %) habitent Ibaraki.

### Divisions administratives
Depuis avril 2009, sur un territoire d'une superficie de 6 097,06 km2, la préfecture d'Ibaraki comprend 44 municipalités : 32 villes et, répartis en sept districts, dix bourgs et deux villages,. La capitale préfectorale est Mito.

#### Villes
Liste des 32 villes de la préfecture :
| - Bandō - Chikusei - Hitachi - Hitachinaka - Hitachiōmiya - Hitachiōta - Hokota - Inashiki - Ishioka - Itako | - Jōsō - Kamisu - Kasama - Kashima - Kasumigaura - Kitaibaraki - Koga - Mito (capitale) - Moriya - Naka - Namegata | - Omitama - Ryūgasaki - Sakuragawa - Shimotsuma - Takahagi - Toride - Tsuchiura - Tsukuba - Tsukubamirai - Ushiku - Yūki |

#### Districts, bourgs et villages
Liste des sept districts de la préfecture qui comprennent dix bourgs et deux villages :
| - District de Higashiibaraki - Ibaraki - Ōarai - Shirosato - District d’Inashiki - Ami - Kawachi - Miho (village) | - District de Kitasōma - Tone - District de Kuji - Daigo - District de Naka - Tōkai (village) | - District de Sashima - Goka - Sakai - District de Yūki - Yachiyo |

Ancien village : Chiyokawa

### Hydrographie
Le lac Kasumigaura, deuxième plus grand du Japon, s'y trouve.

## Histoire
À l'époque féodale, la province s'appelait Hitachi.
Durant la période Edo, elle était gouvernée par le clan des Tokugawa.
Le 11 mars 2011, lors du séisme de magnitude 8,9 qui frappe le Japon, la préfecture compte 22 victimes, trente blessés graves, une personne disparue et de nombreux dégâts.

## Économie
L'entreprise Hitachi a été fondée dans la préfecture, ainsi plus modestement que la brasserie Kiuchi.

## Culture locale et patrimoine
Depuis 2018, la préfecture d'Ibaraki avec les préfectures voisines de Fukushima et Tochigi font la promotion de leurs trois préfectures, plutôt délaissées par les touristes étrangers, sous le nom de Diamond Route.

### Patrimoine architectural
- Kashima-jingū, un sanctuaire shinto, fondé en l'an 660 av. J.-C. et situé dans la ville de Kashima[5].
- Ushiku Daibutsu, statue en bronze d'une hauteur de 120 m, représentant le Bouddha. Elle est située à Ushiku[5].

### Patrimoine naturel
- Kairaku-en, l'un des trois jardins les plus célèbres du Japon. Situé à Mito, il abrite trois mille pruniers (cent variétés) qui sont en fleur, durant le mois de mars[5].

## Jumelages
La préfecture d'Ibaraki est jumelée avec les administrations territoriales suivantes :
- Essonne (France) depuis le 22 avril 1986 ;
- Émilie-Romagne (Italie) depuis le 17 avril 1986.

## Personnalités liées à la préfecture
- Hironori Ōtsuka, Meijin, fondateur du Wadō-ryū (1892-1982)
- Kazuyo Sejima, architecte née en 1956
- Satoshi Ishii, judoka né en 1986
- Makoto Takimoto, judoka né en 1974.
- Miura Haruma, acteur né en 1990
- Haruka Umesaki, catcheuse professionnelle, née en 2001
- Yasu Kanō, femme politique, née en 1935 et représentant la préfecture à la chambre des conseillers.